# Predsednik Grčije
Predsednik Grčije, uradno predsednik Helenske republike (grško Πρόεδρος της Ελληνικής Δημοκρατίας, latinizirano: Próedros tis Ellinikís Dimokratías), je vodja države Grčije. Izvoli ga grški parlament; funkcija je od ustavne reforme leta 1986 predvsem ceremonialna. Predsedniško mesto je bilo uradno ustanovljeno z grško ustavo leta 1975, vendar ima predhodnika v Drugi helenski republiki 1924–35 in grški hunti 1973–74, ki je veljala pred prehodom na sedanjo tretjo helensko republiko. 

## Pristojnosti
Predsednik je nominalni vrhovni poveljnik grških oboroženih sil in je v državi prvi človek po hierarhiji. Čeprav je grška ustava iz leta 1974 predsedstvu podelila precejšnja pooblastila na papirju, so v praksi imeli predsedniki predvsem ceremonialno vlogo; predsednika grške vlade je vodja izvršne veje oblasti – grške vlade in vodilna politična osebnost države. Vloga predsednika je bila formalno usklajena s prakso z ustavnim amandmajem iz leta 1986, ki mu je zmanjšal uradne pristojnosti.

## Volitve
V skladu z 32. členom grške ustave grški parlament predsednika izvoli na posebnem zasedanju najmanj mesec dni pred iztekom mandata, in sicer za dobo petih let  Glasovanje poteka v dveh fazah, vsaka največ tri glasovnice, ločene največ pet dni.
Prvem in drugem glasovanju je za potrditev potrebnih vsaj 200 od 300 glasov v parlamentu, zahtevan nivo na tretjem glasovanju pade na 180 glasov. Za četrto glasovanje je potrebna navadna večina, t. j. 151 glasov. Nato se na petem in zadnjem glasovanju potegujeta kandidata z največ glasovi, o zmagovalcu odloča relativna večina.

## Prisega
Pred uradnim nastopom funkcije mora predsednik v skladu z drugim odstavkom 33. člena grške ustave priseči pred parlamentom.

## Uradna rezidenca
Uradna rezidenca grškega predsednika je predsedniški dvorec, nekdaj Nova kraljeva palača, v osrednjih Atenah.

## Seznami predsednikov Grčije

### Prva helenska republika, 1828-1833
| Predsednik              | Rojen-Umrl | Mandat                            | Opombe                      |
| ----------------------- | ---------- | --------------------------------- | --------------------------- |
| Joanis Kapodistrias     | 1776-1831  | 24. januar 1828 - 9. oktober 1831 | Guverner                    |
| Augustinos Kapodistrias | 1778-1857  | 9. oktober 1831 - 9. april 1832   | Guverner                    |
| Guvernerski svet        |            | 9. april 1832 - 2. februar 1833   | Ni bilo uradne vodje države |

### Kraljevina Grčija, 1833-1924
- Glej Seznam kraljev Grčije

### Druga helenska republika, 1924-1935
| Predsednik           | Rojen-Umrl | Mandat                              | Opombe           |
| -------------------- | ---------- | ----------------------------------- | ---------------- |
| Pavlos Kountouriotis | 1855-1935  | 25. marec 1924 - 15. marec 1926     |                  |
| Theodoros Pangalos   | 1878-1952  | 15. marec 1926 - 24. avgust 1926    | Vojaški diktator |
| Pavlos Kountouriotis | 1855-1935  | 24. avgust 1926 - 9. december 1929  |                  |
| Alexandros Zaimis    | 1855-1936  | 9. december 1929 - 10. oktober 1935 |                  |

### Kraljevina Grčija, 1935-1973
- Glej Seznam kraljev Grčije

### Diktatura, 1967-1974
| Predsednik              | Rojen-Umrl | Mandat                             | Opombe                                      |
| ----------------------- | ---------- | ---------------------------------- | ------------------------------------------- |
| Georgios Zoitakis       | 1910-1996  | 13. december 1967 - 21. marec 1972 | Regent, postavljen od Papadopoulosa         |
| Georgios Papadopoulos   | 1919-1999  | 21. marec 1972 - 1. junij 1973     | Regent, samorazglašen                       |
| Georgios Papadopoulos   | 1919-1999  | 1. junij 1973 - 25. november 1973  | Predsednik, samorazglašen                   |
| General Phaedon Gizikis | 1917-1999  | 25. november 1973 - 24. julij 1974 | Postavljen od brigadnega generala Joanidisa |

### Tretja helenska republika, 1974-danes
| #    | Predsednik | Predsednik              | Rojen–Umrl | Mandat                           |
| ---- | ---------- | ----------------------- | ---------- | -------------------------------- |
| (-)  |            | General Phaedon Gizikis | 1917–1999  | 24. julij 1974–18. december 1974 |
| 1.   |            | Michail Stasinopulos    | 1903–2002  | 18. december 1974–19. junij 1975 |
| 2.   |            | Konstantinos Cacos      | 1899–1987  | 19. junij 1975–15. maj 1980      |
| 3.   |            | Konstantinos Karamanlis | 1907–1998  | 15. maj 1980–10. marec 1985      |
| (-)  |            | Joanis Alevras          | 1912–1995  | 10. marec 1985–30. marec 1985    |
| 4.   |            | Hristos Sardzetakis     | 1929–2022  | 30. marec 1985–4. maj 1990       |
| (3.) |            | Konstantinos Karamanlis | 1907–1998  | 4. maj 1990–10. marec 1995       |
| 5.   |            | Kostis Stefanopulos     | 1926–2016  | 10. marec 1995–12. marec 2005    |
| 6.   |            | Karolos Papulias        | 1929–2021  | 12. marec 2005–13. marec 2010    |
| 7.   |            | Prokopis Pavlopulos     | 1950–      | 13. marec 2010–13. marec 2020    |
| 8.   |            | Katerina Sakelaropulu   | 1956–      | 14. marec 2020–13. marec 2025    |
| 9.   |            | Konstantinos Tasulas    | 1959–      | 13. marec 2025–danes             |